# 蔵前駅
蔵前駅（くらまええき）は、東京都台東区にある、東京都交通局（都営地下鉄）の駅である。
所在地は浅草線が蔵前二丁目、大江戸線が寿三丁目となっている。

## 概要
浅草線と大江戸線が乗り入れており、それぞれ駅番号として、浅草線にA 17、大江戸線にE 11が制定されている。
浅草線と大江戸線の乗換駅であるが、地下で接続されておらず、事実上は両路線の駅が独立して存在する形になっている。
乗り換えの際は江戸通りと春日通りを通っての地上連絡となるが、地上連絡のコースは浅草線2番線ホーム（押上方面）先頭の改札横にあるA4出口と大江戸線A6出口の間が最短距離だが200m離れている。また浅草線1番線ホーム（西馬込・京急線方面）後方の改札前にあるA2出口と大江戸線A6出口の間は、途中で江戸通りを横断するため、さらに距離があり270m離れている。さらに両線とも地下駅のため、コンコースまで階段の昇降が必要（浅草線A2出口および大江戸線A6出口にそれぞれ上りのエスカレーターがあるのみ）であり、A6出口と大江戸線改札（1カ所）の間の距離も 駅立体図 の通りやや長く、大江戸線はコンコースからさらにホームが地下に位置しているため、両線間の乗り換えには頻繁な昇降および歩行が必要な状態となっている。エレベーターのあるバリアフリールートである浅草線A0出口と大江戸線A5出口の間はさらに距離が長くなる。そのため、目的地（特に空港利用客）によっては当駅よりも大門駅で乗り換える方が便利な場合もある（浅草線のエアポート快特は大門駅に停車するが当駅は通過する）。

## 歴史
- 1960年（昭和35年）12月4日：都営地下鉄1号線の駅として開業[1]。
- 1978年（昭和53年）7月1日：1号線が浅草線に改称し[1]、都営地下鉄浅草線蔵前駅となる。
- 2000年（平成12年）12月12日：大江戸線が開業し、都営地下鉄2路線の駅となる[1]。
- 2007年（平成19年）3月18日：ICカード「PASMO」の利用が可能となる[3]。
- 2015年（平成27年）4月1日：大江戸線業務が上野御徒町駅務管理所上野御徒町駅務区から新橋駅務管理所浅草橋駅務区に移管される。
- 2016年（平成28年）4月1日：大江戸線業務が門前仲町駅務管区門前仲町駅務区に移管される。

### 駅名の由来
開業当初の地名であった「浅草蔵前」から。なお、地名の「蔵前」は江戸時代にこの場所に幕府の米蔵（浅草御蔵）があったことから付けられた。

## 駅構造
浅草線は相対式ホーム2面2線、大江戸線は島式ホーム1面2線を有する地下駅である。浅草線と大江戸線のホーム番号（番線表示）は連番となっておらず、両線ともに1・2番線である。東京地下鉄（東京メトロ）銀座線および日比谷線の上野駅も当駅と同じく、それぞれ1番線・2番線である。
浅草線内の両ホーム間は、浅草橋方に設置された地下連絡通路を経て改札内で移動することができる。一方、浅草線と大江戸線間に連絡通路はなく、地上を経ての連絡となっている（後述）。
浅草線のエスカレーターはA2出入口に、エレベーターはA0・A1b出入口に設置されている。また、大江戸線のエスカレーターはホーム - コンコース間とA5・A7出入口の一部区間およびA6出入口に、エレベーターはホーム - コンコース間およびA5出入口に設置されている。なお、A0出入口は2014年3月8日に開設された自動改札機併設の出入口である。
浅草線のA3出入口および改札は、地上建物（蔵前会館）の老朽化による外壁落下の危険性から2014年2月より閉鎖していたが、ホテルへの建て替えを経て2020年8月29日より供用を再開した。
トイレは、浅草線がA1a出入口横、大江戸線が改札内コンコースに設置されており、どちらも車いす対応である。
浅草線側は門前仲町駅務管区浅草橋駅務区、大江戸線側は門前仲町駅務管区門前仲町駅務区の管轄。いずれも東京都営交通協力会に委託している。

### のりば
| 番線           | 路線         | 行先                                         |
| -------------- | ------------ | -------------------------------------------- |
| 浅草線蔵前駅   |              |                                              |
| 1              | 都営浅草線   | 西馬込・ 羽田空港・ 京急線方面               |
| 2              | 都営浅草線   | 押上・ 京成線・ 北総線方面                   |
| 大江戸線蔵前駅 |              |                                              |
| 1              | 都営大江戸線 | 飯田橋・都庁前・（都庁前のりかえ）光が丘方面 |
| 2              | 都営大江戸線 | 両国・大門方面                               |

（出典：都営地下鉄:駅構内図）

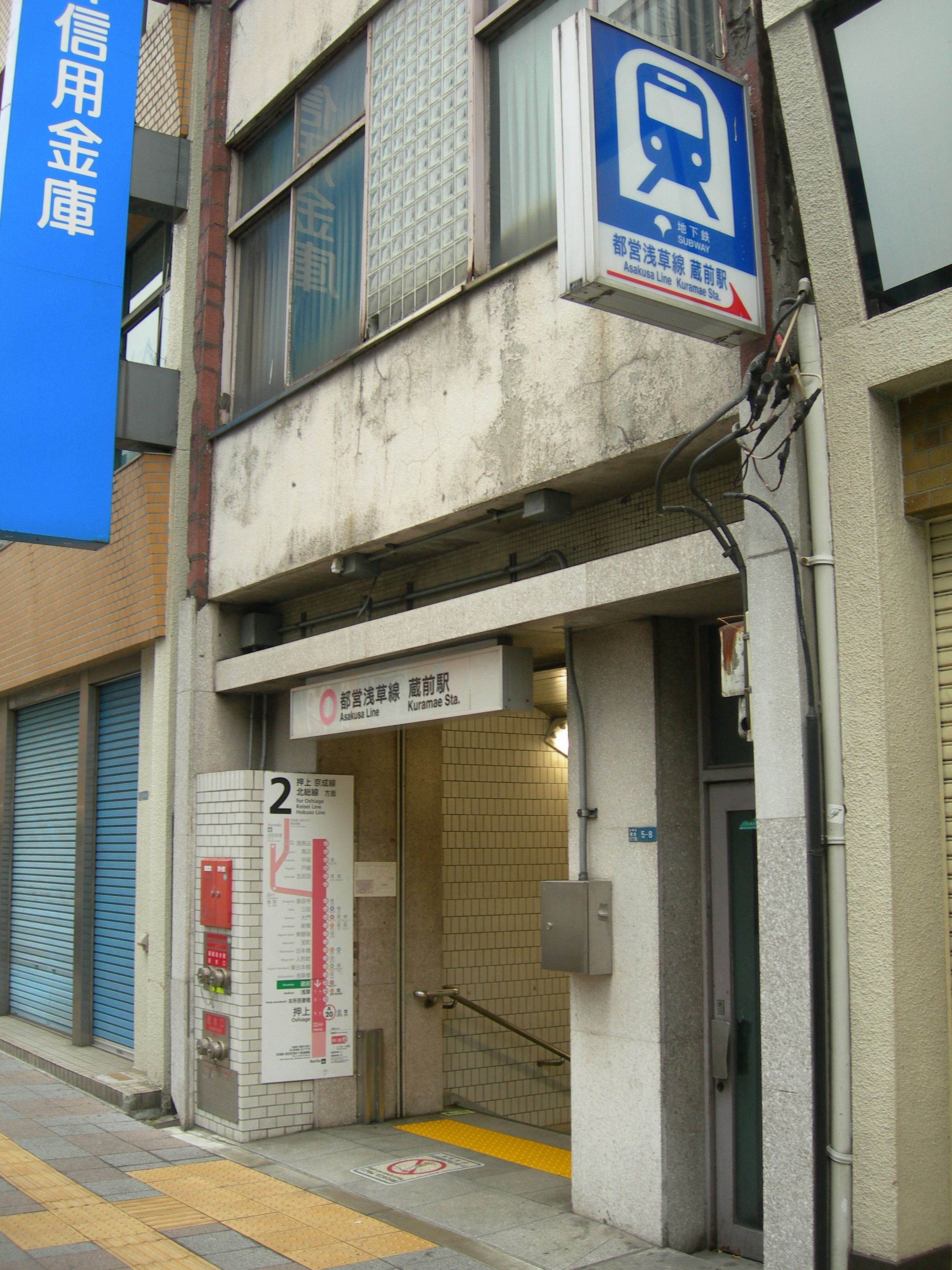
浅草線ホームへの出入口（2010年2月10日）
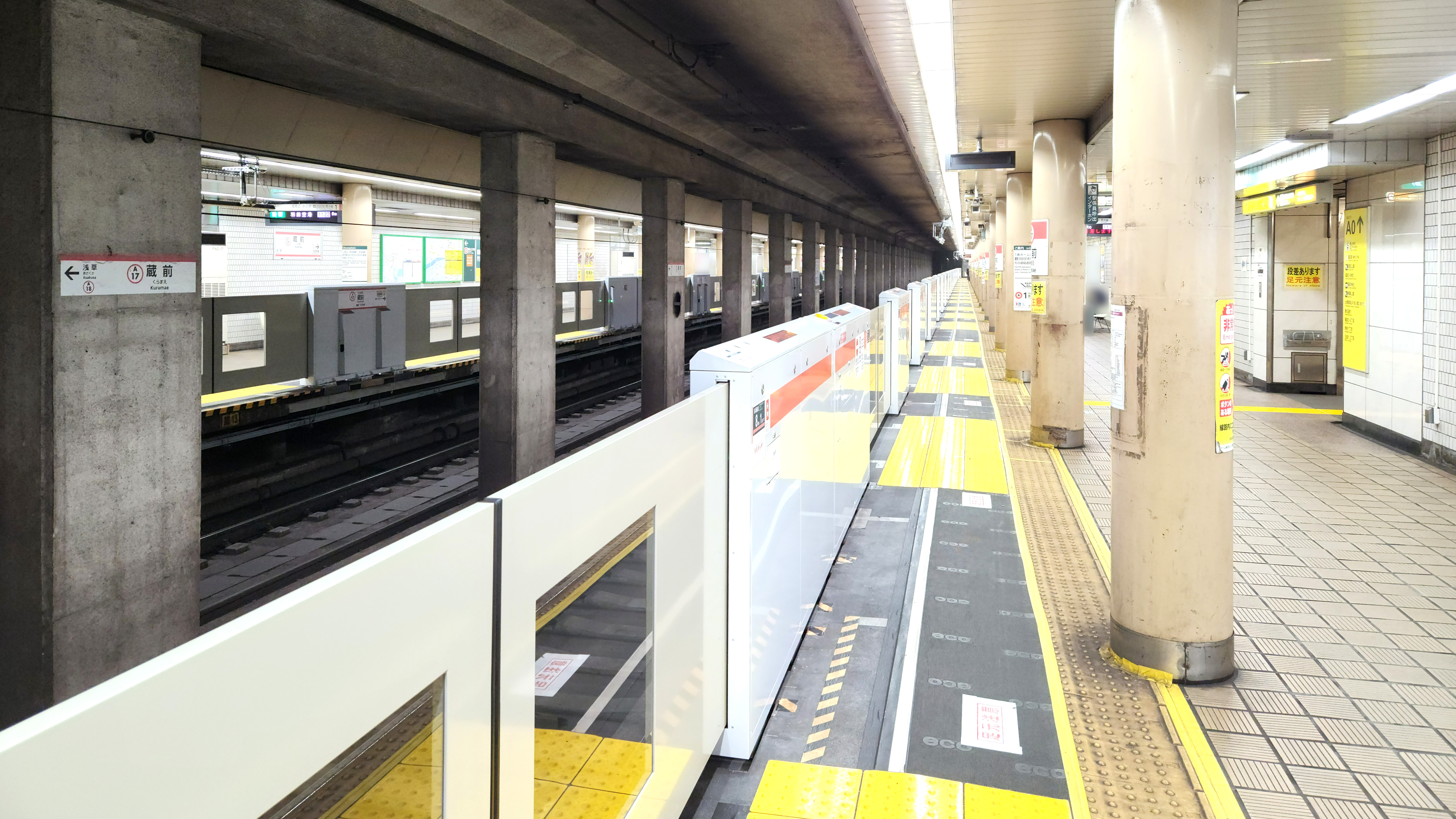
浅草線ホーム（2023年6月10日）
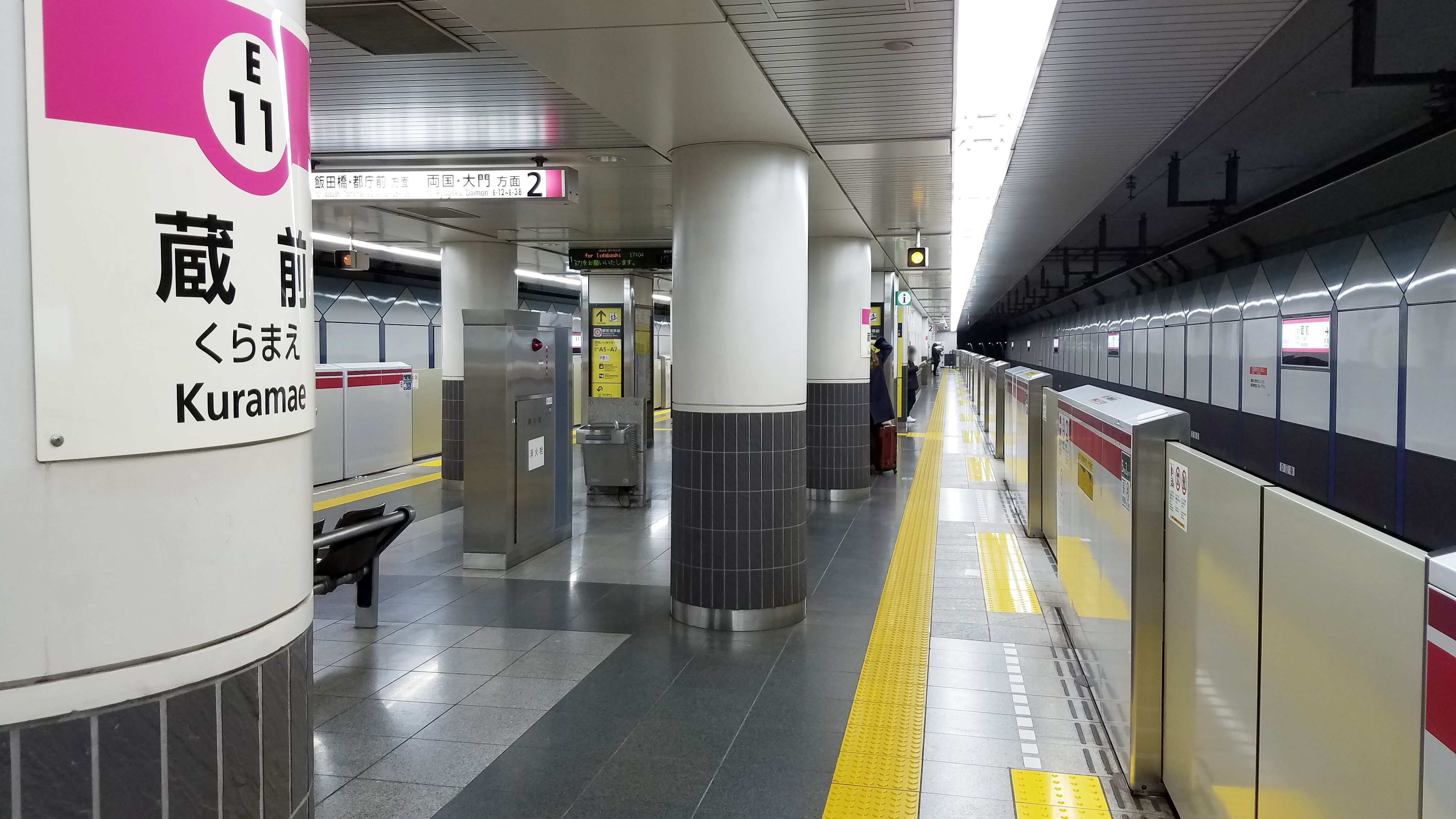
大江戸線ホーム（2017年12月19日）

### 浅草線・大江戸線間の乗り換え
後年に建設された大江戸線の蔵前駅は、浅草線の蔵前駅から離れた地点に開設されたため、両線を乗り換える場合は一旦地上に出て再度出入口から地下に向かう必要がある。これは大江戸線の建設時、浅草線の蔵前駅付近はすでに住宅密集地であり、予算上の制約から民有地の下を通すことができなかったこと、また浅草線の蔵前駅を大江戸線側へ移設するのも難しかったことによる。
また、2019年に発表された「東京都交通局経営計画2019」の中で「都営浅草線リニューアルプロジェクト」が位置付けられ、プロジェクトの一つに「蔵前駅の大江戸線との乗換え連絡通路の新設」が挙げられていた。しかし連絡通路設置に向けて検討を行った結果、道路下に集中する埋設物の移設が必要なことや、排煙設備の強化などで駅舎の大規模改修が必要なことが判明し、次期計画の「東京都交通局経営計画2022」では通路整備のあり方も含め、乗り換えの利便性向上を再検討することになった。
都営地下鉄間での地上経由での乗り換え駅は、当駅のみである（東京メトロとの乗り換え駅では他に本郷三丁目駅・岩本町駅・人形町駅などがある）。

## 利用状況
- 都営地下鉄[都交 1]
  - 浅草線 - 2023年度の1日平均乗降人員は39,247人（乗車人員：19,769人、降車人員：19,478人）である。
  - 大江戸線 - 2023年度の1日平均乗降人員は34,226人（乗車人員：16,872人、降車人員：17,354人）である。

### 年度別1日平均乗降人員
近年の1日平均乗降人員の推移は下表の通り。
| 年度               | 都営地下鉄       | 都営地下鉄 | 都営地下鉄       | 都営地下鉄 |
| 年度               | 浅草線           | 浅草線     | 大江戸線         | 大江戸線   |
| 年度               | 1日平均 乗降人員 | 増加率     | 1日平均 乗降人員 | 増加率     |
| ------------------ | ---------------- | ---------- | ---------------- | ---------- |
| 2003年（平成15年） | 26,719           | −1.3%      | 19,829           | 4.0%       |
| 2004年（平成16年） | 26,689           | −0.1%      | 20,547           | 3.6%       |
| 2005年（平成17年） | 27,354           | 2.5%       | 22,269           | 8.4%       |
| 2006年（平成18年） | 28,580           | 4.5%       | 23,918           | 7.4%       |
| 2007年（平成19年） | 31,152           | 9.0%       | 25,937           | 8.4%       |
| 2008年（平成20年） | 31,413           | 0.8%       | 27,417           | 5.7%       |
| 2009年（平成21年） | 31,010           | −1.3%      | 27,375           | −0.1%      |
| 2010年（平成22年） | 31,248           | 0.8%       | 27,727           | 1.3%       |
| 2011年（平成23年） | 30,373           | −2.8%      | 27,287           | −1.6%      |
| 2012年（平成24年） | 32,486           | 7.0%       | 29,204           | 7.0%       |
| 2013年（平成25年） | 33,867           | 4.3%       | 30,586           | 4.7%       |
| 2014年（平成26年） | 34,667           | 2.4%       | 31,142           | 1.8%       |
| 2015年（平成27年） | 34,891           | 0.6%       | 32,114           | 3.1%       |
| 2016年（平成28年） | 35,385           | 1.4%       | 32,641           | 1.6%       |
| 2017年（平成29年） | 36,154           | 2.1%       | 33,503           | 2.6%       |
| 2018年（平成30年） | 37,591           | 4.0%       | 35,273           | 5.3%       |
| 2019年（令和元年） | 37,943           | 0.9%       | 35,663           | 1.1%       |
| 2020年（令和02年） | 25,954           | −31.6%     | 23,750           | −33.4%     |
| 2021年（令和03年） | 28,211           | 8.7%       | 25,239           | 6.3%       |
| 2022年（令和04年） | 33,542           | 18.9%      | 29,569           | 17.2%      |
| 2023年（令和05年） | 39,247           | 17.0%      | 34,226           | 15.7%      |

### 年度別1日平均乗車人員（1960年 - 2000年）
| 年度               | 浅草線 | 大江戸線 | 出典          |
| ------------------ | ------ | -------- | ------------- |
| 1960年（昭和35年） | 675    | 未 開 業 | [ 都統計 1 ]  |
| 1961年（昭和36年） | 951    | 未 開 業 | [ 都統計 2 ]  |
| 1962年（昭和37年） | 1,524  | 未 開 業 | [ 都統計 3 ]  |
| 1963年（昭和38年） | 2,497  | 未 開 業 | [ 都統計 4 ]  |
| 1964年（昭和39年） | 3,725  | 未 開 業 | [ 都統計 5 ]  |
| 1965年（昭和40年） | 4,384  | 未 開 業 | [ 都統計 6 ]  |
| 1966年（昭和41年） | 4,842  | 未 開 業 | [ 都統計 7 ]  |
| 1967年（昭和42年） | 5,161  | 未 開 業 | [ 都統計 8 ]  |
| 1968年（昭和43年） | 5,938  | 未 開 業 | [ 都統計 9 ]  |
| 1969年（昭和44年） | 6,840  | 未 開 業 | [ 都統計 10 ] |
| 1970年（昭和45年） | 7,479  | 未 開 業 | [ 都統計 11 ] |
| 1971年（昭和46年） | 7,609  | 未 開 業 | [ 都統計 12 ] |
| 1972年（昭和47年） | 7,964  | 未 開 業 | [ 都統計 13 ] |
| 1973年（昭和48年） | 8,647  | 未 開 業 | [ 都統計 14 ] |
| 1974年（昭和49年） | 8,559  | 未 開 業 | [ 都統計 15 ] |
| 1975年（昭和50年） | 8,732  | 未 開 業 | [ 都統計 16 ] |
| 1976年（昭和51年） | 9,016  | 未 開 業 | [ 都統計 17 ] |
| 1977年（昭和52年） | 9,175  | 未 開 業 | [ 都統計 18 ] |
| 1978年（昭和53年） | 8,885  | 未 開 業 | [ 都統計 19 ] |
| 1979年（昭和54年） | 8,795  | 未 開 業 | [ 都統計 20 ] |
| 1980年（昭和55年） | 8,923  | 未 開 業 | [ 都統計 21 ] |
| 1981年（昭和56年） | 8,847  | 未 開 業 | [ 都統計 22 ] |
| 1982年（昭和57年） | 8,751  | 未 開 業 | [ 都統計 23 ] |
| 1983年（昭和58年） | 8,779  | 未 開 業 | [ 都統計 24 ] |
| 1984年（昭和59年） | 8,584  | 未 開 業 | [ 都統計 25 ] |
| 1985年（昭和60年） | 8,003  | 未 開 業 | [ 都統計 26 ] |
| 1986年（昭和61年） | 8,468  | 未 開 業 | [ 都統計 27 ] |
| 1987年（昭和62年） | 8,631  | 未 開 業 | [ 都統計 28 ] |
| 1988年（昭和63年） | 8,827  | 未 開 業 | [ 都統計 29 ] |
| 1989年（平成元年） | 9,173  | 未 開 業 | [ 都統計 30 ] |
| 1990年（平成02年） | 9,830  | 未 開 業 | [ 都統計 31 ] |
| 1991年（平成03年） | 10,268 | 未 開 業 | [ 都統計 32 ] |
| 1992年（平成04年） | 9,841  | 未 開 業 | [ 都統計 33 ] |
| 1993年（平成05年） | 10,077 | 未 開 業 | [ 都統計 34 ] |
| 1994年（平成06年） | 9,929  | 未 開 業 | [ 都統計 35 ] |
| 1995年（平成07年） | 9,779  | 未 開 業 | [ 都統計 36 ] |
| 1996年（平成08年） | 9,597  | 未 開 業 | [ 都統計 37 ] |
| 1997年（平成09年） | 9,263  | 未 開 業 | [ 都統計 38 ] |
| 1998年（平成10年） | 9,244  | 未 開 業 | [ 都統計 39 ] |
| 1999年（平成11年） | 9,530  | 未 開 業 | [ 都統計 40 ] |
| 2000年（平成12年） | 9,268  | 3,336    | [ 都統計 41 ] |

### 年度別1日平均乗車人員（2001年以降）
近年の1日平均乗車人員数は下表の通り。
| 年度               | 浅草線 | 大江戸線 | 出典          |
| ------------------ | ------ | -------- | ------------- |
| 2001年（平成13年） | 12,784 | 4,096    | [ 都統計 42 ] |
| 2002年（平成14年） | 9,321  | 4,499    | [ 都統計 43 ] |
| 2003年（平成15年） | 9,399  | 4,779    | [ 都統計 44 ] |
| 2004年（平成16年） | 9,118  | 5,496    | [ 都統計 45 ] |
| 2005年（平成17年） | 8,833  | 6,534    | [ 都統計 46 ] |
| 2006年（平成18年） | 13,915 | 11,830   | [ 都統計 47 ] |
| 2007年（平成19年） | 15,339 | 12,855   | [ 都統計 48 ] |
| 2008年（平成20年） | 15,489 | 13,685   | [ 都統計 49 ] |
| 2009年（平成21年） | 15,301 | 13,726   | [ 都統計 50 ] |
| 2010年（平成22年） | 15,367 | 13,942   | [ 都統計 51 ] |
| 2011年（平成23年） | 15,071 | 13,742   | [ 都統計 52 ] |
| 2012年（平成24年） | 15,997 | 14,715   | [ 都統計 53 ] |
| 2013年（平成25年） | 16,808 | 15,323   | [ 都統計 54 ] |
| 2014年（平成26年） | 17,320 | 15,546   | [ 都統計 55 ] |
| 2015年（平成27年） | 17,455 | 16,008   | [ 都統計 56 ] |
| 2016年（平成28年） | 17,718 | 16,258   | [ 都統計 57 ] |
| 2017年（平成29年） | 18,127 | 16,679   | [ 都統計 58 ] |
| 2018年（平成30年） | 18,836 | 17,589   | [ 都統計 59 ] |
| 2019年（令和元年） | 19,040 | 17,746   | [ 都統計 60 ] |
| 2020年（令和02年） | 13,061 | 11,793   |               |
| 2021年（令和03年） | 14,223 | 12,459   |               |
| 2022年（令和04年） | 16,910 | 14,580   |               |
| 2023年（令和05年） | 19,769 | 16,872   |               |

備考
1. ↑  1960年12月4日開業。開業日から翌年3月31日までの計118日間を集計したデータ。
2. ↑  2000年12月12日開業。開業日から翌年3月31日までの計110日間を集計したデータ。
3. ↑  2006年度以降の乗車人員は、大江戸線との乗換人員を含む値。
4. ↑  2006年度以降の乗車人員は、浅草線との乗換人員を含む値。

## 駅周辺
- 東京都下水道局北部下水道事務所（蔵前国技館跡）
  - 東京都下水道局蔵前水の館（見学施設）
- 東京都立蔵前工科高等学校
- 隅田川
- 国道6号（江戸通り）
- 春日通り
- 蔵前橋通り
- 国際通り
- 鳥越神社
- 警視庁蔵前警察署
- 蔵前JPテラス（旧日本郵政蔵前ビル、旧東京貯金事務センター庁舎、くらまえ橋郵便局を併設）
  - JPライオンビルディング - ライオンの本社ビル。2023年4月、墨田区本所の旧ライオン本社ビルから移転。
  - にほんばし蔵前郵便局 - 物流棟に設置。ゆうゆう窓口のみ開設。
- エポック社 本社
- 旅籠屋 本社
- 田原町駅 - 東京メトロ銀座線（国際通りを経由して徒歩約10分ほど、600m離れている。）

前述の通り、都営地下鉄線相互の乗り換えに時間がかかり、また浅草線はエアポート快特通過の関係で日中10分間隔が開く場合があるため、大江戸線の駅から浅草方面へは当駅から直接徒歩で向かった場合が早い場合が多い（大江戸線の駅から浅草寺・雷門までは北へ徒歩約10分ほど、850m離れている。）

## バス路線
最寄りの停留所は、大江戸線の駅が「蔵前駅前（厩橋）」および「大江戸線蔵前駅」、浅草線の駅が「蔵前二丁目」である。南めぐりんは日立自動車交通、ぐるーりめぐりんは京成バス、それ以外は東京都交通局により運行されている。
蔵前駅前
- 都営バス
  - 都02：錦糸町駅前行 / 大塚駅前行・大塚二丁目行
  - 東42-1：南千住駅西口行・南千住車庫前行 / 東京駅八重洲口行
  - 東42-2：南千住駅西口行・南千住車庫前行 / 東神田行

蔵前二丁目
- 都営バス
  - 東42-1：南千住駅西口行・南千住車庫前行 / 東京駅八重洲口行
  - 東42-2：南千住駅西口行・南千住車庫前行 / 東神田行

※都02系統は経由しないため、前述の「蔵前駅前」より徒歩となる。
大江戸線蔵前駅
南めぐりんの停留所は国際通り上、ぐるーりめぐりんの停留所は春日通り上にある。
- 日立自動車交通
  - 南めぐりん：田原町駅・生涯学習センター北・上野駅方面
- 京成バス
  - ぐるーりめぐりん：鳥越神社前・新御徒町駅・台東区役所・上野駅入谷口・三ノ輪駅・吉原大門・清川方面

## その他
浅草線の計画の一つとして、日本橋駅と東銀座駅の間に東京駅経由の分岐線（デルタ線）を建設する計画（都営浅草線東京駅接着）があり、その際には上記のホーム移転に加え、当駅に追い抜き設備を設ける予定であった。しかし、都心直結線（京成押上線押上駅 - 新東京駅 - 京急本線泉岳寺駅）の計画に取って代わられたため、この計画は事実上消滅している。
蔵前国技館の最寄り駅でもあったため、電車到着の際のアナウンスは「蔵前、蔵前。国技館前です」だった。

## 隣の駅
東京都交通局（都営地下鉄）
 都営浅草線
■エアポート快特
通過
■エアポート快特以外の列車種別
浅草橋駅 (A 16) - 蔵前駅 (A 17) - 浅草駅 (A 18)
 都営大江戸線
新御徒町駅 (E 10) - 蔵前駅 (E 11) - 両国駅 (E 12)